# Deor
Deor (o Il lamento di Deor) è un antico poema anglosassone presumibilmente risalente all'VIII secolo, trascritto nel X secolo nel codice di Exeter. Consiste in 42 versi senza rima scritti in metro allitterativo.

## Titolo e collocazione letteraria
Nel testo il poema non ha titolo, come era d'uso nella letteratura alto medievale, ma il nome Deor è citato nel poema come quello dell'autore, e viene normalmente usato come titolo.
Collocare il poema in un genere letterario è senza dubbio complesso. Si può parlare di un poema dell'ubi sunt, per le sue meditazioni sulla transitorietà, ma si può trattare anche di una lamentazione, o di un poema di consolazione. Quest'ultima interpretazione trova anche riscontro nella letteratura religiosa (vedi Boezio, con il De consolatione philosophiae), che mette a confronto le proprie miserie con quelle del mondo, traendone appunto consolazione. Queste collocazioni tuttavia esulano dall'ambiente anglo-sassone.
I medievalisti inglesi che lo hanno inserito nel novero della letteratura antico-inglese lo hanno definito un "poema di supplica", vale a dire l'opera di un poeta girovago mendicante che non ha un posto stabile presso una corte di nobili. C'è da dire che simili composizioni sono molto rare, e cercare di definire un genere da questi pochi esemplari viene spesso considerato eccessivo.
Altre ipotesi collocano il Deor fra i poemi malinconici, alcuni dei quali si trovano nello stesso Libro di Exeter, ad esempio The Seafarer e The Wanderer.

## Lingua e contenuto
Per quanto riguarda la poesia, il verso possiede una forza straordinaria. La lingua usata è molto bella ed elaborata, e possiede una grande quantità di sfumature. Anche per questo una traduzione, sia pure in inglese moderno, è estremamente difficile, nel ricreare la tensione espressiva che pervade le poche ma dense parole del poema.
La poesia elenca una serie di figure mitologiche o leggendarie, ben note al pubblico dell'epoca, e ogni strofa termina con il ritornello "Þæs ofereode, þisses swa mæg!" ("quello è stato superato, possa esserlo anche questo!").
Fra le miserie e i destini sfortunati che Deor elenca troviamo le storie di Teodorico il Grande, di Ermanarico re dei Goti e del fabbro mitologico Weyland (Welund nel testo). Ognuno di loro va incontro ad una fine sfortunata e immeritata, e in ogni caso il poeta ripete il ritornello; ma solo nell'ultima strofa veniamo a sapere a cosa si riferisce Deor.
Solo alla conclusione, infatti, Deor ci racconta di essere stato poeta (o menestrello) di corte presso gli Eodeninghi (presumibilmente una stirpe o famiglia germanica), finché il suo posto non è stato attribuito a Heorrenda, un artista più dotato, costringendolo a un destino errante.
Dire "il mio nome era Deor" implica quasi la perdita della personalità, che però non viene imputata al nuovo cantore (uomo che ben conosce il canto), né al Signore degli Heodeninghi (il protettore dei guerrieri); sono queste alcune delle frasi che contribuiscono a farci sentire dal vero la grande disgrazia sofferta dal poeta, e che rendono Deor  un notevole esempio di letteratura dell'Alto Medioevo.

## Poema con traduzione
|    | Deor's lament                           | il lamento di Deor                                         |
| -- | --------------------------------------- | ---------------------------------------------------------- |
| 1  | Welund him be wurman wræces cunnade,    | Weland tra le serpi conobbe sventura,                      |
| 2  | anhydig eorl earfoþa dreag,             | l'uomo risoluto patì sofferenze,                           |
| 3  | hæfde him to gesiþþe sorge ond longaþ,  | ebbe a compagni dolore e desiderio,                        |
| 4  | wintercealde wræce; wean oft onfond,    | desolazione invernale; trovò spesso affanno,               |
| 5  | siþþan hine Niðhad on nede legde,       | dopo che Nithhad a lui impose vincoli,                     |
| 6  | swoncre seonobende on syllan monn.      | flessuosi lacci a miglior uomo.                            |
| 7  | Þæs ofereode, þisses swa mæg.           | Quello è passato, passerà anche questo.                    |
| 8  | Beadohilde ne wæs hyre broþra deaþ      | Beadohild non fu per la morte dei suoi fratelli            |
| 9  | on sefan swa sar swa hyre sylfre þing   | – così affranta in cuore come per il suo proprio stato –   |
| 10 | þæt heo gearolice ongieten hæfde        | s'era con certezza accorta                                 |
| 11 | þæt heo eacen wæs; æfre ne meahte       | d'esser gravida; mai seppe                                 |
| 12 | þriste geþencan, hu ymb þæt sceolde.    | pensare fiduciosa cosa ne sarebbe stato.                   |
| 13 | Þæs ofereode, þisses swa mæg.           | Quello è passato, passerà anche questo.                    |
| 14 | We þæt Mæðhilde monge frugnon –         | Di Mæthhild molti di noi hanno sentito –                   |
| 15 | wurdon grundlease Geatas frige,         | divenne sconfinata la passione del Geata,                  |
| 16 | þæt him seo sorglufu slæp ealle binom.  | così che il tormentoso amore gli tolse del tutto il sonno. |
| 17 | Þæs ofereode, þisses swa mæg.           | Quello è passato, passerà anche questo.                    |
| 18 | Ðeodric ahte þritig wintra              | Theodric tenne per trenta inverni                          |
| 19 | Mæringa burg – þæt wæs monegum cuþ.     | la fortezza dei Mæring – questo fu noto a molti.           |
| 20 | Þæs ofereode, þisses swa mæg.           | Quello è passato, passerà anche questo.                    |
| 21 | We geascodan Eormanrices                | Di Eormanric conosciamo i pensieri                         |
| 22 | wylfenne geþoht – ahte wide folc        | di lupo – resse in largo il popolo                         |
| 23 | Gotena rices. Þæt wæs grim cyning.      | del regno goto. Fu re feroce.                              |
| 24 | Sæt secg monig sorgum gebunden,         | Più d'uno sedette nella stretta del dolore,                |
| 25 | wean on wenan, wyscte geneahhe          | in attesa di sventura, desiderò spesso                     |
| 26 | þæt þæs cynerices ofercumen wære.       | che fosse rovesciato quel potere.                          |
| 27 | Þæs ofereode, þisses swa mæg.           | Quello è passato, passerà anche questo.                    |
| 28 | Siteð sorgcearig, sælum bidæled,        | Siede l'affranto privo di gioie,                           |
| 29 | on sefan sweorceð, sylfum þinceð        | s'incupisce nell'animo, gli pare                           |
| 30 | þæt sy endeleas earfoða dæl;            | senza fine la sua parte d'affanni;                         |
| 31 | mæg þonne geþencan þæt geond þas woruld | può allora pensare che a questo mondo                      |
| 32 | witig dryhten wendeþ geneahhe,          | il saggio signore spesso rivolge le sorti,                 |
| 33 | eorle monegum are gesceawað             | a molti uomini mostra favore,                              |
| 34 | wislicne blæd, sumum weana dæl.         | sicura prosperità, ad altri porzione di pene.              |
| 35 | Þæt ic bi me sylfum secgan wille,       | Questo voglio dire di me stesso,                           |
| 36 | þæt ic hwile wæs Heodeninga scop,       | che per un tempo sono stato il poeta degli Heodening,      |
| 37 | dryhtne dyre – me wæs Deor noma;        | caro al signore – Deor era il mio nome;                    |
| 38 | ahte ic fela wintra folgað tilne,       | per molti inverni ho avuto buona posizione,                |
| 39 | holdne hlaford, oþþæt Heorrenda nu,     | grazioso signore, finché ora Heorrenda,                    |
| 40 | leoðcræftig monn londryht geþah         | uomo esperto di canti, ha ricevuto le terre                |
| 41 | þæt me eorla hleo ær gesealde.          | che a me aveva dato il protettore d'uomini.                |
| 42 | Þæs ofereode, þisses swa mæg.           | Quello è passato, passerà anche questo                     |